# 阿爾鮑姆巴赫河

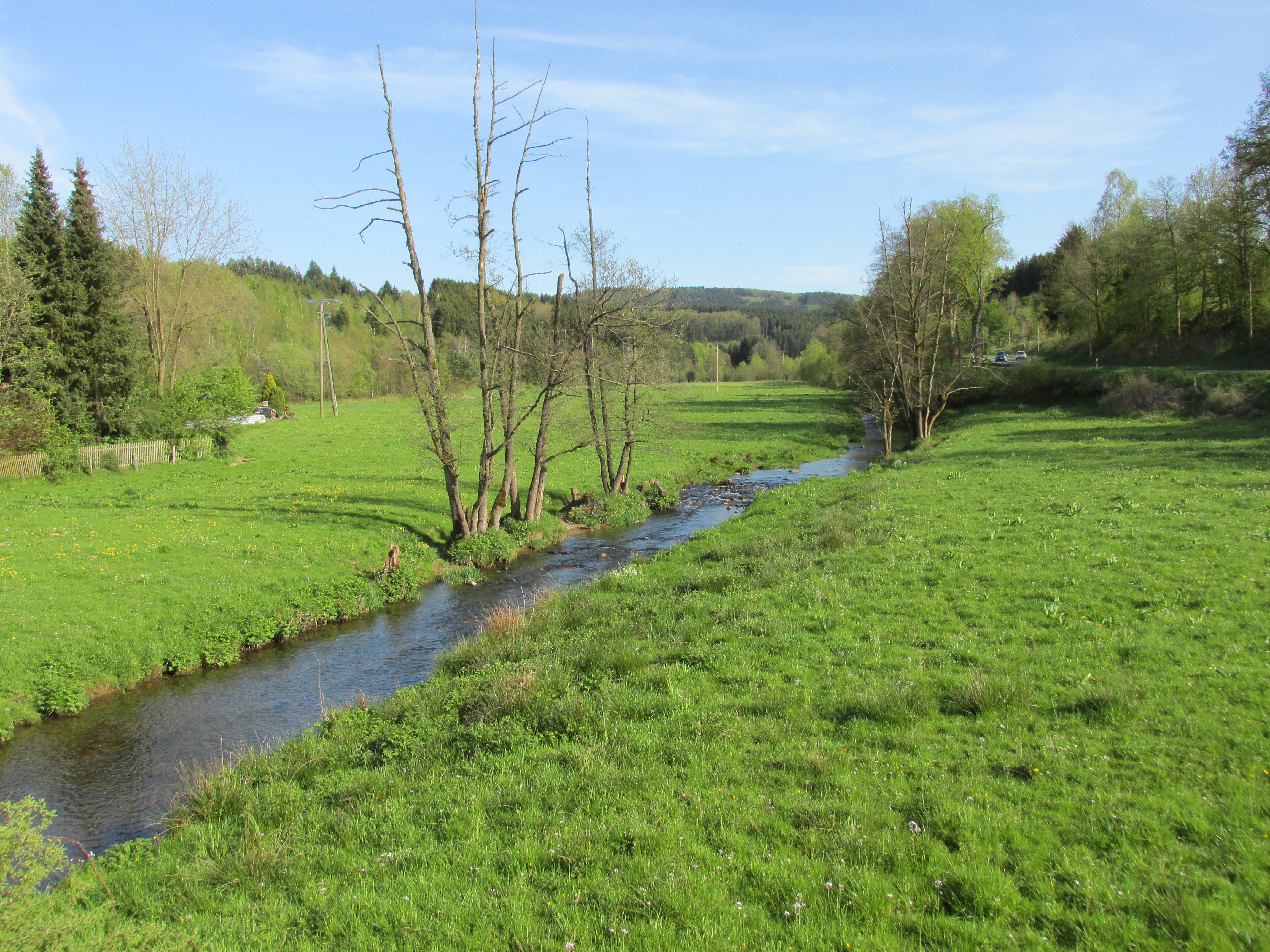

51°05′22″N 8°06′35″E / 51.0895°N 8.10985°E
阿爾鮑姆巴赫河（德語：Albaumer Bach），是德國的河流，位於該國西部，處於北萊茵-威斯特法倫州，屬於洪德姆河的左支流，河道全長13公里，流域面積32平方公里。